# 国立病院立ち枯れ作戦
国立病院立ち枯れ作戦（こくりつびょういんたちがれさくせん）とは、1990年（平成2年）前後にかけて厚生省（当時）の内部で使われていた呼称で、国立病院の再編問題に際して、対象となる施設に必要な予算や人員を配置しないことで自然に淘汰させるという方針のことである。
日本共産党の国会議員、瀬古由起子が1999年（平成11年）、その旨記載のある厚生省内部文書を国会で暴露したことから知られるようになった。この方針は「立ち枯れ政策」とも呼ばれた。

## 『立ち枯れ』に係わる経緯
1986年（昭和61年）1月、厚生省（当時）は、国立病院・療養所計239施設のうち、74施設を統合、移譲、再編成して165施設にする再編計画を公表したが、同年4月、日笠勝之（日本社会党）は国立病院の移譲について国会で疑義を示した。その内容は、対象施設で退職・転勤したスタッフが出た場合も補充を行わないなど、外堀を埋めたり、搦め手でだんだん『立ち枯れ』させて、いたし方なく移譲を受けざるを得ない状況に持っていくつもりではないか、というものだった。
それから約8年を経た1993年（平成5年）11月、吉岡吉典（共産党）は国会で、「統廃合の対象になっている施設に対しては、定員増や施設整備を意識的に怠って『立ち枯れ政策』を強行していると。そういうところでは、結局そういうおくれた状態で、患者も安心しておれない状態、そういう『立ち枯れ状態』をつくって、自然になくす方向へ持っていこうとするそういう政策が行われていると多数の陳情が文書で来ている」と発言した。これを受けての厚生省保健医療局国立病院部経営指導課長の答弁は、「国の財政事情、それから定員事情が大変厳しいという中で、限られた予算の中で幾つかの再編計画が具体的に同時進行しており、その整備についても優先順位をつけて計画的に行っていかなければいけない」というものであった。
さらに3年以上を経た1997年（平成9年）2月、瀬古由起子（共産党）は国会で、7年前の1990年（平成2年）3月に厚生省の課長補佐クラスでの検討会で作成された、「国立病院・療養所改革検討会中間報告」の内容を暴露した。その報告は、再編成等の推進に機敏に対応した国立病院の予算編成・執行を指示する一方で、施設職員はもとより地元地域社会が再編成やむなしという気持ちになると、予算の締めつけ効果を強調しており、「現在でも『立ち枯れ作戦』を実行しているが対象が画一的で効果が不十分だ。重点的・効果的な『たち枯れ作戦』等を策定し、各セクションの実行を統括していくべき」と、企画・統括組織の設置まで提起していた。瀬古はこれを、「意図的な予算カットで病院をボロボロにして廃止やむなしの口実とするものだ」と批判した。

## 『立ち枯れ』暴露を受けての反応

### 厚生省
厚生省の課長補佐クラスの任意の勉強会によるもので公式文書ではなく、また1990年（平成2年）というかなり前の部内資料であると宮下創平厚生大臣が1999年（平成11年）2月4日の予算委員会で答弁し、「項目のなかには生きているものもあるし、ルール化されたものもある」と答え、文書の存在を認めた。また、厚生労働省国立病院部企画課は「国立の医療機関はがんや循環器病など19分野の政策医療に特化し、その他の一般医療は必要性がなければ廃止する」と説明した。

### 労働組合
- 日本国家公務員労働組合連合会は、地域医療を切り捨てる国立病院の廃止・民営化、独立行政法人化は、国の責任を放棄するものであり、断じて許されるものではない[9][10]として、反対運動を行った。また、「"立ち枯れ作戦"で医療を荒廃させ、自治体には、病院廃止をちらつかせた恫喝で病院の受け入れをせまるなど、なりふりかまわぬ攻撃を強めている。」と批判した[10]。
- 全日本国立医療労働組合は「予算を減らし、患者を追い出しておいて統廃合に追い込む『立ち枯れ作戦』だ。最近は地元自治体が反対しても強引に進めている」とし[8]、厚生省は削減対象の病院に対し、施設整備の予算や人員増を認めないといった手段を講じているとした[11]。また、看護師の配置基準をクリアしない人事が意図的に継続されているとして、全国237支部で看護婦増員を要求する時間内職場ストライキを行ったところ、厚生省がそれに対して1992年3月19日組合員に対し大量の報復的懲戒処分を実施したとして、懲戒処分の取消しを求めて全医労は厚生省（被告国立療養所愛媛病院長ほか11名）を東京地方裁判所に提訴した[12]。1999年4月15日東京地裁は厚生省の実施した懲戒処分は不適正ではないと判断し、全医労は敗訴した[13]。
- 各地の病院の労働組合でも、「国が病院を手放すための意図的な立ち枯れ政策」[14]、「人減らしが先で、医療体系をどうするか議論がないまま削減が進むのは承服できない」[11]などと反対意見が相次いだ。

### マスコミ
テレビ朝日「サンデープロジェクト」では、「国立病院立ち枯れ作戦」として以下のような報道がされた。
- 手術室も雨もりするような荒廃した国立病院の修繕要請も認めない。
- 結核患者が増える中で結核病棟を閉鎖する国立岩手病院。
- 赤字国立病院に患者がいるのに医師を派遣しない。病院による自主的な医師雇用も許可しない。
- 施設統廃合、移譲の計画が住民・地方自治体・医師会の反対運動で4施設しか実施できていなかったが、「国立病院立ち枯れ作戦」実施後は19施設に進捗した。
- 医療機器の修繕や更新も許可しない。
- 病院機能を故意に低下させ、見かねた自治体側が買い取り、経営引き継ぎを申し出るよう仕向ける。

などといったことが伝えられ、「国立病院が地元で必要とされていようがなかろうが、日干しにして潰してしまおうとする非情なもの」と評された。
1999年（平成11年）3月5日、夕刊フジでは、「国立病院の医療レベル落とし閉鎖させる厚生省"立ち枯れ作戦"の無慈悲」として、ガーゼを購入することができず、看護婦が自腹でガーゼを購入する病院まであり、常軌を逸脱していると報道した。
2000年（平成12年）8月、読売新聞では、国立病院で違法状態を当然とした定員配分を行うのは理屈に合わないとし、「医療の質の確保に必要な要員を整えないままでは、政策医療に必要な病院が、なし崩し的に消えてしまう事態が進むのではないか」と懸念が伝えられた。また、経営に問題が無い病院であっても、民間医療機関が経営譲渡に意欲的なら再編計画に加えてしまい、譲渡話がその後ご破算になった場合でも廃止方針を変えない、県内唯一の重度心身障害児施設で他に代替する医療機関が無い施設でも廃止対象にしていると報道された。
2001年（平成13年）5月、北海道新聞は、命にかかわる医療行政を期限を区切って行う拙速主義と批判し、「国立病院廃院の遠因には、医師配置などを怠った『立ち枯れ作戦』の実施も指摘され、やみくもな手法である」と報道した。　